# Régions pétrolifères en région Asie-Pacifique
Cet article détaille les régions pétrolifères en région Asie-Pacifique.

## Chine

Chine

La Chine est un producteur de pétrole important (6e du monde, avec près de 3,7 Mbbl/j en 2006), dont les ressources pétrolières sont en grande partie concentrées dans deux grands bassins sédimentaires au nord-est du pays. Malgré de nouvelles opportunités dans certaines régions, le pays semble proche du pic de production (après avoir extrait environ 33 milliards de barils).
Le bassin de Plaine de Songliao (en), au nord de Pékin, contient notamment le gisement de Daqing, principal producteur du pays depuis des décennies. Les roches sources sont des dépôts lacustres de l'ère secondaire. Un peu plus au sud, le bassin de Bohaï offre aussi des ressources importantes et possède plusieurs plays productifs (plusieurs successions de roches sources et réservoirs). Il se prolonge en offshore dans la mer du même nom. Ces régions sont exploitées depuis des décennies et plutôt matures. Les découvertes se font moindres et la production tend à stagner ou décliner, mais domine encore celle du pays.
Vers le centre du pays, les bassins d'Ordos et du Sichuan sont maintenant les principaux bassins producteurs de gaz. L'exploration semble y rencontrer encore quelques succès, mais les données publiées sont assez opaques et se contredisent. Ces deux régions semblent totaliser au moins 6 Gbep de gaz naturel (réserves prouvées), les ressources en pétrole étant moindres. Le gaz de ses bassins devient vital pour la Chine, qui utilise de plus en plus ce combustible (la consommation a triplé en 10 ans).
Au sud-est, l'embouchure de la rivière des Perles offres des réserves non négligeables, et des petits gisements ont été découverts récemment dans son extension en offshore profond. La mer de Chine méridionale elle-même est parfois vue comme un champ d'exploration prometteur, mais les conflits territoriaux entre pays riverains en empêchent l'exploration. De petites réserves de gaz ont été trouvées en mer de Chine orientale et sont contestées entre la Chine et le Japon.
À l'ouest de la Chine, dans des régions où la souveraineté chinoise est contestée (Tibet et Xinjiang), plusieurs bassins offrent des ressources potentiellement importantes, mais difficiles à évaluer - il y a eu nombre d'annonces spectaculaires ces dernières années, qui n'ont jamais été confirmées ou démenties. Le plus important est le bassin du Tarim, le second, celui de Dzoungarie. Les ressources sont encore peu exploitées, mais des infrastructures importantes (notamment un oléoduc traversant le pays) sont en construction.
Selon une étude publiée par l'ASPO , la production chinoise n'atteindra son pic qu'au milieu des années 2020, mais elle augmentera assez faiblement d'ici là.

## Asie du Sud-Est

Asie du Sud-Est

Les principaux producteurs d'Asie du Sud-Est, par ordre décroissant, sont l'Indonésie, la Malaisie, le Viêt Nam et Brunei. Cette région est globalement assez mature, et sur ces quatre producteurs majeurs, l'Indonésie et Brunei sont en déclin, tandis que la Malaisie et le Viêt Nam sont en plateau.
En Indonésie, l'exploitation du pétrole est ancienne à Sumatra (berceau de la Royal Dutch Shell). Le pays ne produit plus que 950 kbbl/j de brut (plus 130 kbep de condensats) contre 1,6 Mbbl/j en 1995. En 2005, il est devenu pour la première fois importateur net de pétrole. Faute de pétrole, l'Indonésie s'est retiré de l'OPEP en 2008. L'Indonésie est pour l'essentiel un archipel volcanique dont les ressources pétrolières sont confinées dans des bassins (d'effondrement et/ou deltaïque) de l’ère tertiaire.
Quelques nouveaux gisements de taille (notamment en offshore profonds dans le détroit de Makassar et sur l'île de Java) sont en développement, mais compenseront à peine le déclin de la production existante. Le pays produit de grandes quantités de gaz naturel (1,2 Mbep/j), dont une grande partie est exportée sous forme liquéfiée via les terminaux de Bontang et Arun. Un troisième est prévu à Tangguh (Papouasie). L'Indonésie est le premier fournisseur mondial de GNL, mais sa part de marché diminue. Les gisements qui alimentent Arun et Bontang s'épuisent plus vite que prévu, plaçant l'Indonésie dans l'obligation d'acheter du gaz à d'autres pays (Qatar...) pour honorer ses contrats d'approvisionnements. Lorsque ce ceux-ci auront expiré (vers 2010), les exportations seront fortement réduites.
En Malaisie, la production, pour l'essentiel offshore, est à peu près stable autour de 800 kbbl/j depuis 1998 malgré la diminution des réserves (de 4 à 3 Gbbl). La moitié de la production vient du champ « Tapis », dont le brut de haute qualité sert de référence sur le marché régional. Pour compenser le déclin de ses gisements actuels, la Malaisie compte sur de nouvelles découvertes, en particulier en offshore profond. La première découverte en eaux profondes du pays, Kikeh, au large du Sarawak, est évaluée à 400 Mbbl. Actuellement, la Malaisie extrait 10 % de ses réserves prouvées par an, il est donc peu probable que le niveau de production actuel soit maintenu très longtemps. De plus, certaines des régions restant à explorer sont disputées (avec Brunei en particulier). La production de gaz augmente rapidement, et ce pays aussi fournit du GNL.
Le Viêt Nam possède des gisements offshore, dont le plus grand est Bach Ho, produisant un pétrole de très haute qualité depuis des réservoirs en granite, fait extrêmement rare s'expliquant par la porosité de ce granite et la migration horizontale du pétrole. Le premier bloc de sol qui a indiqué la présence de pétrole est exposé au musée d'Histoire de Hanoi. La production qui n'a commencé qu'en 1989, a fortement augmenté jusqu'en 2001, puis a atteint une phase de plateau. Les estimations des réserves de pétrole restant à découvrir varient énormément, mais il semble qu'on puisse retenir 5 Gbbl comme un bon ordre de grandeur. En 2005, la production s'établissait à 370 kbbl/j et la consommation à 260 kbbl/j, mais cette dernière augmentant de 10 % par an, le pays perdra sans doute son statut d'exportateur net avant 2010. Les réserves de gaz naturel sont encore peu exploitées.
Brunei est une sorte d'ironie historique : ce lopin de terre, que le sultan de Bornéo avait pu conserver face aux colonisateurs, se révéla être une zone très pétrolifère, ce qui en fit un des pays les plus riches du monde. On y trouve trois gisements de l'ordre du Gbbl, un onshore (Seria, trouvé en 1928) et deux offshore (années 1960). Ce territoire a été largement exploré, et les découvertes depuis 25 ans sont rares et limitées en taille. La production, dominée par Shell, est en déclin (200 kbbl/j contre 280 en 1978), plus des deux tiers du pétrole ultime ayant déjà été extrait (sauf en cas de découverte majeure en eaux profondes). Le pays, peu peuplé, ne consomme que 13 kbbl/j. Brunei exporte 7 Mt de GNL par an, et a des réserves suffisantes pour maintenir ce volume de production pendant 25 ans au moins.
Le golfe de Thaïlande est une province productrice de second plan, plus riche en gaz qu'en pétrole. La Thaïlande produit environ 100 kbbl/j de brut, 150 kbep/j de GNL, et 310 kbep/j de gaz naturel, l'essentiel en offshore dans un grand nombre de petits gisements dont certains sont partagés avec la Malaisie. La Papouasie-Nouvelle-Guinée possède de petites réserves de pétrole et produit 50 kbbl/j, chiffre en déclin depuis 1992. En revanche, les importantes réserves de gaz (de l'ordre de 400 à 500 G.m³) ne sont pas encore exploitées, un projet de gaz naturel liquéfié est à l'étude.

## AustralieetNouvelle-Zélande

Australie et Nouvelle-Zélande

L'exploration pétrolière commença en Australie dès les années 1900, mais fut peu fructueuse jusqu'aux années 1960, quand furent découverts les bassins producteurs de Gippsland (entre Australie et la Tasmanie), Dampier (sur la côte nord-ouest) et Cooper (centre-est). Le bassin de Gippsland représenta l'essentiel de la production jusqu'au milieu des années 1980, mais est en fort déclin depuis.  
La production totale (brut + condensats) du pays dépassa légèrement 800 kbep/j en l'an 2000, mais a depuis décliné très rapidement : sur les 7 premiers mois de 2006, elle s'établit à moins de 400 kbep/j. Un léger rebond est possible à court terme, au vu des projets évoqués, mais il ne devrait pas être durable, leur taux de déplétion étant élevé (ce qui signifie que leur plateau de production ne durera pas longtemps), sauf en cas de découverte d'une nouvelle province importante.
En revanche, pour le gaz naturel, le pays est encore loin du pic de production, avec des réserves situées probablement entre 15 et 30 Gbep. La production devrait continuer à se développer dans les années à venir, faisant de l'Australie un acteur de plus en plus important sur le marché du GNL, grâce particulièrement aux riches bassins bassiers du nord et du nord-ouest. 
- La côte nord-ouest du pays est une importante région gazière. Le projet intégré de Woodside, étendu plusieurs fois depuis 1989, y exploite cinq grands gisements et produit environ 12 MT de GNL par an, et 100 kbbl/j de liquides. Il représente 8 % du marché mondial de GNL.
- Le bassin de Bonaparte (Mer de Timor) offre lui aussi principalement du gaz. Le gisement Bayu-Undan, partagé avec le Timor oriental, alimente un terminal GNL à Darwin depuis 2006. D'autres gisements y seront reliés.
- Le gisement de Pluto (bassin de Carnarvon, environ 100 milliards de mètres cubes) détenu par Woodside devrait alimenter une usine GNL d'environ 4.3 Mt/an dès 2010, exportant vers le Japon.
- BHP Bilington a aussi un projet GNL dans la région, utilisant le gisement de Scarborough.
- L'important projet Gorgon  de Chevron vise à développer plusieurs gisements totalisant 1100 milliards de mètres cubes de gaz pour produire 15 millions de tonnes de GNL par an à partir de 2010.
- Woodside prévoit un deuxième projet GNL sur la cote nord-ouest en 2013, exploitant plusieurs gisements du bassin de Browse. Les réserves sont de l'ordre de 500 milliards de mètres cubes de gaz (et 300 Mb de condensats).
- Dans ce même bassin de Browse, un gisement nommé Prélude, évalué à 60 à 80 milliards de mètres cubes, devrait être développé par Shell, d'ici 2012, avec la première usine de GNL liquéfié flottante du monde.

La Nouvelle-Zélande possède un petit système pétrolier, celui du Taranaki, dominé par un gisement de gaz de plus de 100 G.m³, Maui. Sa production a fortement décliné ces dernières années, créant dans le pays une importante crise énergétique qui a été partiellement résorbée par de nouveaux gisements.

## Asie du Sud
Cette région du monde est pauvre en pétrole (sa dotation totale est de l'ordre de 1 % du total mondial), mais possède plus de gaz naturel.

Inde

L'Inde produit quelque 820 kbep/j « tous liquides », seulement le tiers de sa consommation. Les deux premières zones de production furent l'Assam (nord-est du pays), puis l'offshore devant Bombay (où se trouve Bombay High, principal gisement de pétrole du pays). Ces deux bassins sont en déclin. 
Dans le bassin deltaïque de Krishna-Godavari (côte est), d'importantes quantités de gaz naturel et un peu de pétrole ont été découverts depuis quelques années. La première production offshore profond du pays vient d'y commencer. Plusieurs autres régions sont explorées, surtout en offshore. Concernant l'onshore, le principal succès récent est le désert du Rajasthan, dans l'ouest, où Cairn Energy (UK) a découvert plus de 500 Mbbl de pétrole depuis 2004. 
Le Pakistan possède des bassins productifs en divers points de la vallée de l'Indus. Sa production de pétrole (64 kbbl/j) est six fois moindre que sa consommation, par contre le pays produit des quantités de gaz non négligeables (370 kbep/j). Le delta de l'Indus est activement exploré.
Le Bangladesh est entièrement installé sur le delta du Gange, une formation énorme (jusque 20 km de sédiments) qui offre des réserves de gaz naturel significatives, mais pratiquement pas de pétrole (ce qui s'explique par le type de kérogène rencontré, dérivant de bois). Les réserves de gaz sont estimées à quelque 2-3 Gbep dans les gisements connus, valeur qui pourrait considérablement augmenter (peut-être tripler) puisque l'inventaire est loin d'être terminé. Potentiellement, le Bangladesh pourrait fournir du gaz à l'Inde, mais hésite à exporter cette ressource, alors que les besoins énergétiques de son importante population (140 millions d'habitants actuellement) pourraient devenir énormes dans l'avenir.
La Birmanie dispose de gaz (plus de 3 Gbep, et un bon potentiel d'exploration) et, dans une moindre mesure, de pétrole dans le bassin de l'Irrawaddy et dans sa petite partie du delta du Gange. Le pays fournit de modestes quantités de gaz (~100 kbep/j à la Thaïlande) et devrait à l'avenir en exporter vers l'Inde et/ou la Chine grâce au gisement Schwe découvert récemment.

## Asie de l'Est
Les cinq pays classés ici sont quasiment démunis en hydrocarbures. Le Japon possède nombre de petits gisements, principalement dans les régions de Tokyo et de Niigata, qui  subviennent à seulement 3,5 % du gaz consommé. La production de pétrole brut est marginale (quelques kbbl/j). Il reste de petites chances de trouver des ressources nouvelles en offshore. Des réserves de gaz ont été identifiées en mer de Chine orientale. Bien que modestes, elle provoquent un conflit territorial avec la Chine, les deux pays ayant un même besoin de combustibles fossiles.
Taïwan possède une poignée de gisements de gaz, fournissant 10 % de sa demande. La Corée du Sud est encore moins lotie, avec un seul gisement offshore assez insignifiant. On comprend donc que ces pays très riches importent de grandes quantités de pétrole (quelque 8 Mbbl/j à eux trois) et de GNL.
Économie émergente, les Philippines ne peuvent guère compter sur leurs ressources énergétiques. Depuis 2001, le pays exploite un gisement de gaz en offshore profond, Malampaya (30 kbep/j) et plusieurs petits champs pétroliers pour 25 kbbl/j, nombres à comparer aux 350 kbbl/j de consommation. Il y a quelques petits gisements en développement au large de Palawan et certaines compagnies y voient un potentiel d'exploration intéressant.
La Corée du Nord pourrait posséder des hydrocarbures le long de sa côte ouest, considérée comme un prolongement du bassin de la mer de Bohai (Chine). Cependant, les travaux d'exploration sporadiques menés jusqu'ici n'ont jamais révélé de quantités commercialement exploitables de pétrole.

## Tableau de synthèse
|           | Déjà produit       | Restant            | Production 2005    | Production 2005 | Consommaton    |
| --------- | ------------------ | ------------------ | ------------------ | --------------- | -------------- |
| Unité     | Gbbl               | Gbbl               | kbbl/j             | kbbl/j          | kbbl/j         |
| Inclut :  | Brut conventionnel | Brut conventionnel | Brut conventionnel | GNL C2-C8       | Produits finis |
| TOTAL     | 78                 | 60 à 100 ?         | 7100               | ~800            | 23950          |
| Chine     | 32                 | 30-40              | 3490               | ~130            | 6990           |
| Indonésie | 20                 | 10-15              | 945                | 194             | 1170           |
| Malaisie  | 6                  | ~6                 | 787                | 85              | 480            |
| Inde      | 6,1                | 6-10               | 632                | ~100            | 2480           |
| Australie | 6,5                | ~5                 | 414                | ~130            | 890            |
| Viêt Nam  | 1,4                | 3-5                | 370                | négl.           | 260            |
| Brunei    | 3,3                | ~2                 | 200                | 22              | 12             |

notes : 
 Les chiffres de production sont les plus récents disponibles (2004 ou 2005 selon pays), tandis que les cumuls s'entendent à mi-2005. Les chiffres de consommation sont ceux de 2004.

## Gisements remarquables
- Chine : Daqing, Jidong Nanpu
- Indonésie : Arun